# Julio Nathanael Reuter
Julio Nathaniel Reuter (né le 7 janvier 1863 à Turku – mort le 9 janvier 1937 à Helsinki) est un linguiste, un militant indépendantiste et un professeur.

## Biographie
En 1880, Julio Reuter passe son baccalauréat au lycée de Turku puis il étudie à l'Université d'Helsinki dont il devient docteur en 1897. 
Il effectue des voyages d'études à Iéna, Londres, Oxford et Paris en 1886–1887 et à Berlin en 1889–1890.
De 1891 à 1906, Julio Reuter est maître de conférences en sanskrit et en linguistique indo-européenne comparée à l'Université d'Helsinki et professeur adjoint de 1906 à 1931.
Au début du XXe siècle, Julio Reuter est membre du conseil d'administration et secrétaire  de Kagaali. 
Il édité la publication en langue anglaise The Finland Bulletin 1900-1905 et écrit des articles sur la situation en Finlande dans des magazines anglais et américains. 
En 1918, il fait partie d'une délégation qui rencontre les gouvernements du Danemark, de la Norvège et des États-Unis pour leur demander la reconnaissance de l'indépendance de la Finlande.

## Ouvrages
- Die altindischen nominalcomposita ihrer betonung nach untersucht. Erste abtheilung: Die betonung der copulativen und der determinativen composita mit einem verbalnomen als schlussglied, väitöskirja. Helsingfors 1891
- The Srauta-Sutra of Drahyayana with the Commentary of Dhanvin: Part 1. Luzac & Co, London 1904
- Den nyare Agrarlagstiftningen i Storbritannien och Irland: berättelse afgifven till Agrarkommittén i Finland: jämte 1903 års irländska jordlag akt öfversatt. Helsingfors 1907
- Intian kirjallisuus: lyhyesti esitetty. Tekijä, Helsinki 1911
- Some Buddhist fragments from Chinese Turkestan in Sanskrit and "Khotanese". Suomalais-ugrilainen seura, Helsinki 1916
- Bemerkungen über die neuen Lautzeichen im Tocharischen. Studia Orientalia. Societas Orientalis Fennica, Helsingfors 1925
- "Kagalen": ett bidrag till Finlands historia 1899–1905 1–2. Svenska litteratursällskapet i Finland, Helsingfors 1928, 1930
- Tocharisch und Kutschanisch. Suomalais-ugrilainen seura, Helsinki 1934